# 中出哲
中出 哲（なかいで さとし）は、日本の海上保険、保険法の研究者。早稲田大学商学学術院教授。

## 人物

### 学歴
- 1981年 一橋大学商学部商学科卒業。
- 1993年 ロンドン大学ロンドン・スクール・オブ・エコノミクス法学研究科修士課程修了(LL.M)
- 1996年 ケンブリッジ大学法学研究科修士課程修了(Diploma in Legal Studies)
- 2015年 博士（商学）  早稲田大学：論文

### 職歴
- 1981年 東京海上保険株式会社入社
- 1995年 九州大学経済学部保険学講座客員助教授（兼任）
- 2004年 明治学院大学法科大学院非常勤講師
- 2009年 早稲田大学商学学術院准教授
- 2013年 早稲田大学商学学術院教授、アニコム ホールディングス取締役
- 2015年 エクセター大学法学部名誉訪問教授
- 2016年 マックス・プランク外国法国際私法研究所客員研究員

## 著作

### 著書
- 『損害てん補の本質　－海上保険を中心として－』(単著) 成文堂, 2016.03 ＊2016年日本保険学会賞(著書の部)受賞
- 『保険学　補訂版「第5章　保険契約」』(分担執筆) 有斐閣, 2016.12
- 「保険」（早稲田大学同攻会『商学入門』収納）(分担執筆) 早稲田大学同攻会, 2016.09
- 『損害保険市場論　[第８版]』（共著）損害保険事業総合研究所, 2015.06
- 『論点体系　保険法１「3条（損害保険契約の目的）、18条（損害額の算定）、19条（一部保険）、22条（責任保険契約についての先取特権）」』（共著）第一法規, 2014.07
- 『海上保険法概論　改訂第4版』（共著）損害保険事業総合研究所, 2014.06
- 『損害保険市場論　第7版「第1章「わが国の損害保険市場」、第2章６「ロイズ」、第5章「損害保険市場の課題と展望」執筆」』（共著）損害保険事業総合研究所, 2013.05
- 『船舶衝突法「第６章「船舶衝突と海上保険」」』（共著）成文堂, 2012.06 ＊2012年住田正一海事技術奨励賞受賞
- 『はじめて学ぶ　損害保険「第２章「損害保険の契約」、第９章「その他の損害保険」」』（共著）有斐閣, 2012.06
- 『保険論　第３版「第１章「現代社会における保険の役割」、第７章「保険規制」、第１３章「火災保険」」』（共著）成文堂, 2012.03
- 『海上保険の理論と実務「第1章「海上保険の役割と研究の意義」ⅠからⅢ、第6章「担保危険と免責危険」、第7章「因果関係」、第8章「危険事情の限定と危険の変動」、第9章「損害てん補」」』（共著）弘文堂,2011.08 ＊2012年山縣勝見賞(著作賞)受賞
- 『損害保険市場論「第1章「わが国の損害保険市場」、第2章６「ロイズ」、第5章「損害保険市場の課題と展望」」』（共著） 損害保険事業総合研究所, 2011.06
- 『保険学「第５章「保険契約」」』（共著）有斐閣, 2011.05
- 『集合訴訟の脅威 - 企業経営・経済成長戦略に与える影響「第5章　集合訴訟制度が日本経済・社会に与える影響　その２ - アメリカの状況及び保険制度への影響について」』（共著）商事法務, 2011.03
- 『専門訴訟講座３　保険関係訴訟法「第6章損害保険訴訟と保険業法第１節「訴訟対応における基本的視点」」』（共著）民事法研究会, 2009.12
- 『保険論（第２版）「第１章「現代社会における保険の役割」、第７章「保険規制」、第１３章「火災保険」」』（共著）成文堂, 2009.09
- 『保険論「第１章「現代社会における保険の役割」、第７章「保険規制」、第１３章「火災保険」」』（共著）成文堂, 2007.04
- 『保険法「第７章「海上保険契約」」』（共著）中央経済社, 2006.07
- 『新・裁判実務大系１９　保険関係訴訟法「４．保険料の不払いと契約の解除」』（共著）青林書院, 2005.09
- 『企業ビジネスと法的責任「２１　損害保険の損害填補義務 -保険制度における損害填補の特徴とその可能性-」』（共著）法律文化社, 1999.11

### 訳書
- （バリー・ジャービス著）『現代海上保険』（共同監訳）成山堂, 2013.11
- （ヨーロッパ保険契約法リステイトメント・プロジェクト・グループ原著）『ヨーロッパ保険契約法原則「第１０章（代位権）、第１１章（保険契約者と被保険者が異なる場合）、第１２章（被保険利益）」』（共同翻訳）損害保険事業総合研究所, 2011.04
- （デニス・バジャー, ジェフリー・ホワイトヘッド著）『貿易貨物保険の基礎』成文堂, 1989.7

### 論文
- 「イギリス保険契約法の改正とわが国への示唆」保険学雑誌. 2017(637) [2017.6]
- 「イギリス2015年保険法の概要」損害保険研究. 78(2) [2016.08]
- 「イギリス2015年保険法（翻訳）」損害保険研究. 78(2) [2016.08]
- 「保険における因果関係」月刊生命保険 (韓国生命保険協会). (436) [2015.06]
- 「海上保険法の改正に向けて」MS&AD基礎研　REVIEW. (17) [2015.03]
- 「損害保険判例研究「建物の火災を保険事故とする企業総合保険契約における利益喪失保険において、企業の営業実態を踏まえて保険金を算定した事例」」損害保険研究. 76(3) [2014.11]
- 「Marine Insurance Law in Japan - A Structure Based on a Combination of Civil Law and English Marine Policy Wordings-」早稲田商学. (440) [2014.06]
- 「生命保険　v.　損害保険」月刊生命保険 (韓国生命保険協会). (424) [2014.06]
- 「船舶金融と保険契約」船舶金融法の諸相-堀龍兒先生古稀祝賀論文集-. [2014.05]
- 「重複保険の法理　-保険法の下での新たな枠組み-」早稲田商学. (439) [2014.03]
- 「約上保険価額の拘束力　-損害保険契約における利得禁止原則に関連して-」損害保険研究. 75(4) [2014.02]
- 「わが国の海上保険法制のあり方について　-標準的な海上保険実務を踏まえて-」損害保険研究. 75(4) [2014.02]
- 「保険価額について:－保険法における定義とその意義－」保険学雑誌. 2014(624) [2014]
- 「保険給付と付帯サービス」月刊生命保険 (韓国生命保険協会). (410) [2013.04]
- 「わが国の海上保険の現状の課題と進むべき方向性」海事交通研究. (61) [2012.11]
- 「海上保険における直接損害てん補の原則について　-海上保険における損害と被保険利益の関係-」早稲田商学. (433) [2012.09]
- 「損害保険における付帯サービスの位置づけ」損害保険研究. 74(2) [2012.08]
- 「東日本大震災における保険対応」Monthly life Insurance. (401) [2012.07]
- 「請求権代位により保険者が取得する権利　-保険者は保険給付により被保険者の損害賠償請求権に係る遅延損害金請求権に代位するか-」早稲田商学. (431) [2012.03]
- 「日本の保険会社の海外展開の意味」Monthly Life Insurance. (397) [2012.03]
- 「労災保険金と損益相殺的調整を行うべき対象は損害賠償債務の元本かその遅延損害金か」損害保険研究. 73(4) [2012.02]
- 「損害防止費用とは何か:－損害防止費用における損害の意味－」保険学雑誌. 2012(618) [2012]
- 「「損害てん補原則」とは何か」保険学保険法学の課題と展望　大谷孝一博士古稀記念. [2011.12]
- 「輸出本船に積込み前の事故に対する保険金請求権」Business Law Journal. (13) [2009.04]
- 「保険会社における内部統制システムの構築-会社法、金融商品取引法および保険業法の交錯と実務対応-」保険学雑誌. (602) [2008.09]
- 「消費者契約法に基づく保険契約の取消と保険料の返還」損害保険研究. 63(3) [2001.11]
- 「損害保険における損害てん補の位置づけ」寄附講座「保険学講座」十周年記念誌. [1998.09]
- 「Subrogation in Insurance and Unjust Enrichment - An Examination of English and Japanese Laws from a Comparative Standpoint-」経済学研究 (九州大学経済学会). 63(4/5) [1997.03]
- 「残存物代位制度について」損害保険研究. 58(4) [1997.02]
- 「損害てん補と定額給付は対立概念か」保険学雑誌. (555) [1996.12]
- 「損害保険における損害てん補の意味　-英国高等法院 The Wind Star　が提起する問題-」海事法研究会誌. (132) [1996.06]
- 「保険代位制度について　-機能面から見た制度の本質-」経済学研究 (九州大学経済学会). 62(1-6) [1996.03]
- 「イギリス法における保険代位の概念と法律根拠」損害保険研究. 57(3) [1995.11]

## 賞歴
- 住田正一海事技術奨励賞（2012年、国内）
- 山縣勝見賞（著作賞）（2012年、国内）
- 日本保険学会賞（著作の部）(2016年、国内)